# راي ديفيس
راي ديفيس (بالإنجليزية: Ray Davis)‏ هو مغني أمريكي، ولد في 29 مارس 1940 في سمتر في الولايات المتحدة، وتوفي في 5 يوليو 2005 في نيو برونزويك في الولايات المتحدة.

## وصلات خارجية
- راي ديفيس على موقع ميوزك برينز (الإنجليزية)
- راي ديفيس على موقع ديسكوغز (الإنجليزية)